# Delphinium angustipaniculatum
Delphinium angustipaniculatum är en ranunkelväxtart som beskrevs av Wen Tsai Wang. Delphinium angustipaniculatum ingår i släktet storriddarsporrar, och familjen ranunkelväxter. Inga underarter finns listade i Catalogue of Life.